# Río Donets
El río Donets o río Síverski Donets (en ruso: Се́верский Доне́ц; en ucraniano: Сі́верський Доне́ць) es un río del suroeste de la Rusia europea y el este de Ucrania, el principal afluente del río Don. Tiene una longitud de 1050 km y drena una cuenca de 98 900 km². Da nombre a la región del Donbás en Ucrania, acrónimo que significa 'cuenca del Donets'. 
Las principales ciudades en su curso, todas de más de 100 000 hab., son la rusas de Bélgorod, y las ucranianas de Lisichansk y Severodonetsk. Su principal afluente es el río Oskol, con más de 400 km de longitud. 
Administrativamente, el río discurre, por las óblasts de Bélgorod y Rostov de la Federación de Rusia y por las óblasts de Járkov, Donetsk y Lugansk de Ucrania.

## Geografía

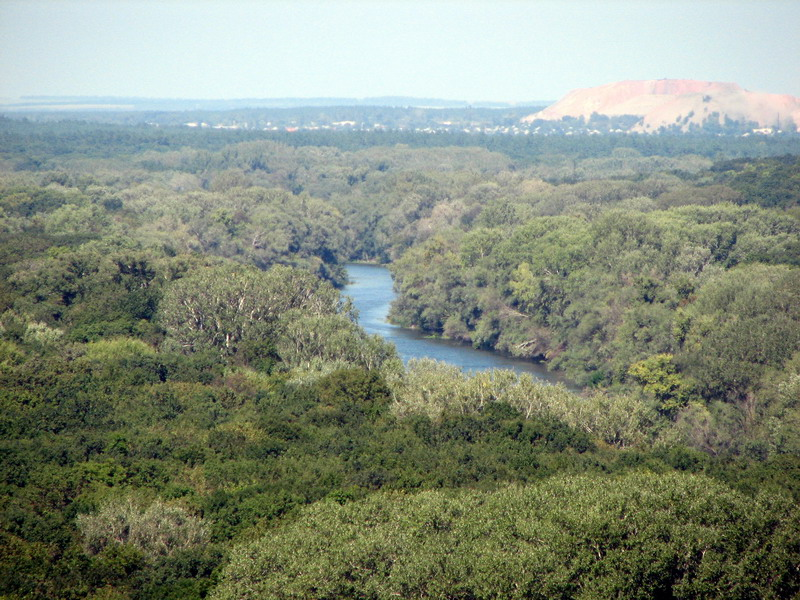
El Donets cerca de Shipilivka (Ucrania)

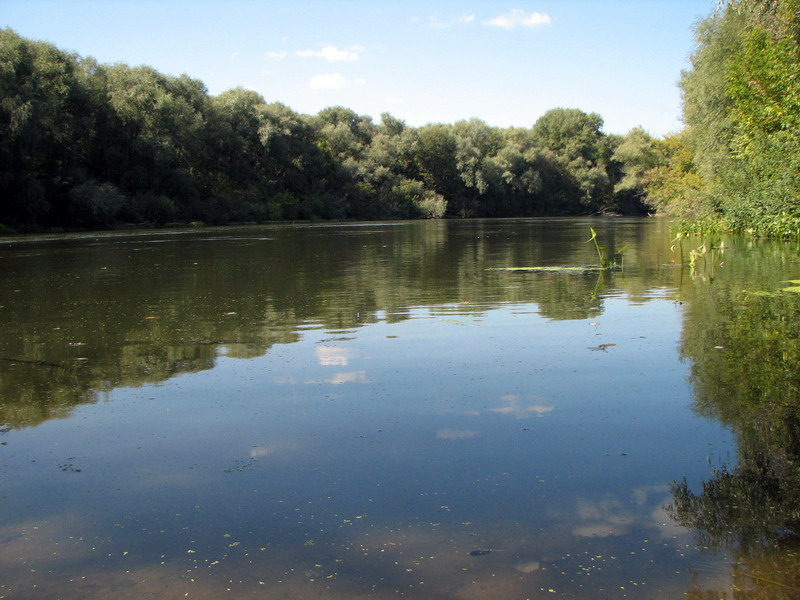
Otra vista del Donets cerca de Shipilivka (Ucrania)

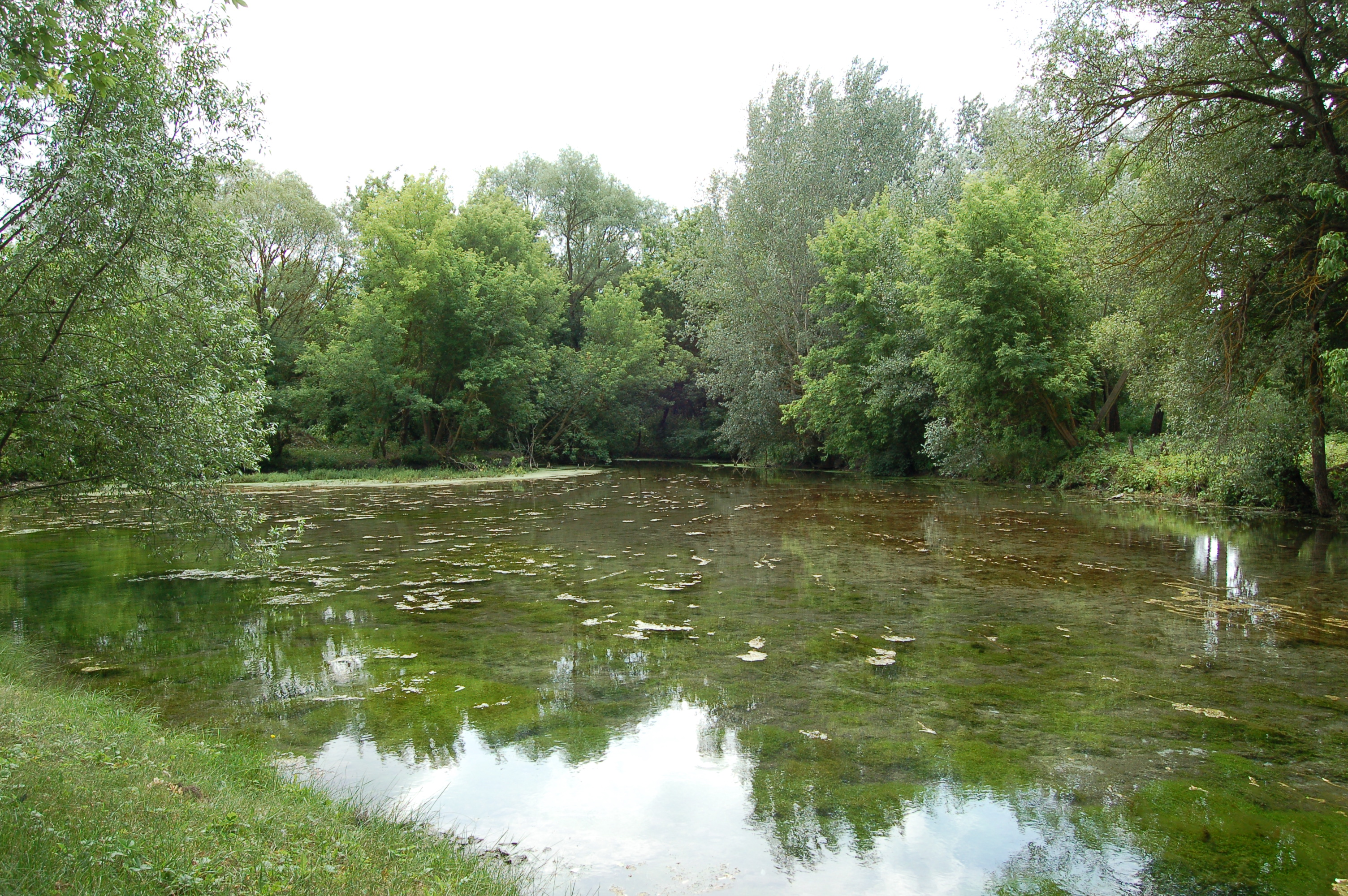
Lago en el que nace el río en Podolji

El Donets nace en Rusia, en la parte septentrional de la óblast de Bélgorod, en la localidad de Podolji, a una altitud de unos 215 m, en la región de Kursk, al sur de la meseta central rusa. El curso de agua discurre en un primer tramo en dirección sursudoeste y llega, tras algo más de 50 km, a la capital, Bélgorod (337 030 hab. en 2002). Pasado un tramo en el que el río está embalsado, recibe por la izquierda al río Nézhegol y luego sale de Rusia para penetrar en Ucrania por su parte septentrional, en la óblast de Járkov, cerca de la localidad de Vovchansk (20 695 hab. en 2001), donde recibe por la izquierda al río Vovcha (92 km de longitud). 
Sigue en dirección sur, en otro tramo en el que se suceden tres embalses —entre ellos el de Pechenihy (86 km²), que alimenta a Járkov (1 461 300 hab. en 2006, la 2.ª ciudad de Ucrania) situada algo al oeste— y llega hasta Bazalivka, donde emprende una amplia curva en dirección suroeste, tramo en el que pasa frente a Chugúyev (36 789 hab.), recibe por la derecha al río Udy (164 km, procedente de Járkov) y llega a Zmíyiv (17 063 hab.), donde recibe por la derecha al río Mzha. Vira luego el Donets y emprende dirección suroeste, internándose en una zona cada vez más árida, recibiendo por la derecha al río Bereka, para llegar, al poco, a Izium (56 114 hab.), y recibir no lejos, por la izquierda, al más importante de sus afluentes, el río Oskol (con una longitud de 436 km y una cuenca de 14 660 km²).
Al poco entra por la parte occidental en el óblast de Donetsk, y pasa frente a Slovianogorsk, y recibe luego por la izquierda al río Zherebéts, en un punto a partir del que forma, en un corto tramo, frontera natural entre el óblast de Donetsk y el óblast de Lugansk, en el que luego se interna por su lado oriental. Recibe cerca de Kreminná, por la izquierda, al río Krasna, y baña luego Rubizhne (65 322 hab.) y las importantes ciudades de Severodonetsk (150 000 hab.) y Lisichansk (115 000 hab.). Sigue en la misma dirección suroccidental, atravesando Slovianoserbsk (8207 hab.) y recibiendo por la izquierda a otro de sus afluentes importantes, el río Aidar (264 km y una cuenca de 7240 km²). Llega luego a Stanitsia Luganska, donde recibe por la derecha al río Luganka y luego, esta vez por la izquierda, al río Dérkul, un punto que marca el comienzo de otro corto tramo, de unos 40 km, donde el curso fluvial hace de frontera natural entre Ucrania y Rusia. 
Vuelve a entrar en Rusia, por el lado oriental del óblast de Rostov y a pocos kilómetros llega a la ciudad de Donetsk (48 040 hab.). Luego recibe por la derecha al río Kazenny Toréts y llega a Kámensk-Shájtinski (75 632 hab.) y Bélaya Kalitvá (47 347 hab.), donde recibe por la izquierda al río Kalitvá. Emprende ya en su último tramo dirección sur, recibiendo por la izquierda al río Býstraya y por la derecha al Kundriuchia, y desembocando finalmente en Ust-Donetski en el río Don, por su margen derecha, aguas abajo de Konstantínovsk (18 801 hab.).

## Hidrología
Las aguas del Donets proceden en su mayoría de la lluvia y la nieve. El mayor nivel de agua se produce a partir de febrero, hasta abril. El río se congela a principios de diciembre y se deshiela a mediados de marzo.
El río es navegable en su curso inferior, unos 220 km desde la boca, hasta la ciudad de Donetsk, y sirve como una importante arteria de transporte. En las épocas de crecida puede remontarse hasta los 315 km.

## Economía
En el curso medio del Donets, en la orilla izquierda, se encuentra la cuenca del Donets (Dombás), que incluye uno de los mayores yacimientos de carbón de la antigua Unión Soviética y que ahora también es una importante región de la minería del carbón y la industria pesada. El río es utilizado como la más importante vía de transporte fluvial.
El Donets es también la principal fuente de agua para la mayoría de habitantes e industria de las óblast de Járkov y Dombás. El canal Donets-Dombás (131,6 km de longitud) fue construido en 1954-58 para mejorar el sistema de abastecimiento de agua. El uso excesivo de las aguas del río se ha traducido en la reducción del nivel de las aguas subterráneas, la deforestación y la contaminación.
Una escasez de agua en el río y el área industrial, hizo que se comenzara en 1969 la construcción de otro canal que conectara con el río Dniéper. Proyectado en dos etapas, la primera, con una longitud de 269 km, entró en servicio en 1981 y la segunda (comenzada en 1976) fue suspendida en 1996.

## Afluentes
El Donets tiene muchos afluentes, siendo los más importantes los que recibe por su margen izquierda. Siguiendo aguas abajo el río, son los siguientes:
- Ribera izquierda, los ríos Korocha, Vovcha (92 km), Oskol (436 km y una cuenca de 14.660 km²), Zherebéts, Krasna, Aidar (264 km y una cuenca de 7.240 km²), Dérkul y Kalitvá.
- Ribera derecha, los ríos Udy (164 km), Mzha, Bereka, Luganka y Kazenny Toréts.